# Municipio (Mexiko)
| Bundesstaat         | Anzahl der Municipios |
| ------------------- | --------------------- |
| Aguascalientes      | 011                   |
| Baja California     | 005                   |
| Baja California Sur | 005                   |
| Campeche            | 011                   |
| Chiapas             | 124                   |
| Chihuahua           | 067                   |
| Coahuila            | 038                   |
| Colima              | 010                   |
| Durango             | 039                   |
| Guanajuato          | 046                   |
| Guerrero            | 081                   |
| Hidalgo             | 084                   |
| Jalisco             | 125                   |
| México              | 125                   |
| Michoacán           | 113                   |
| Morelos             | 033                   |
| Nayarit             | 020                   |
| Nuevo León          | 051                   |
| Oaxaca              | 570                   |
| Puebla              | 217                   |
| Querétaro           | 018                   |
| Quintana Roo        | 011                   |
| San Luis Potosí     | 058                   |
| Sinaloa             | 018                   |
| Sonora              | 072                   |
| Tabasco             | 017                   |
| Tamaulipas          | 043                   |
| Tlaxcala            | 060                   |
| Veracruz            | 212                   |
| Yucatán             | 106                   |
| Zacatecas           | 058                   |

Ein mexikanisches Municipio ist ein Verwaltungsbezirk im nordamerikanischen Staat Mexiko, vergleichbar etwa einem Landkreis oder Gemeindebezirk in Deutschland. Es stellt nach dem Estado die zweithöchste Untergliederungsebene dar.

## Politische Struktur

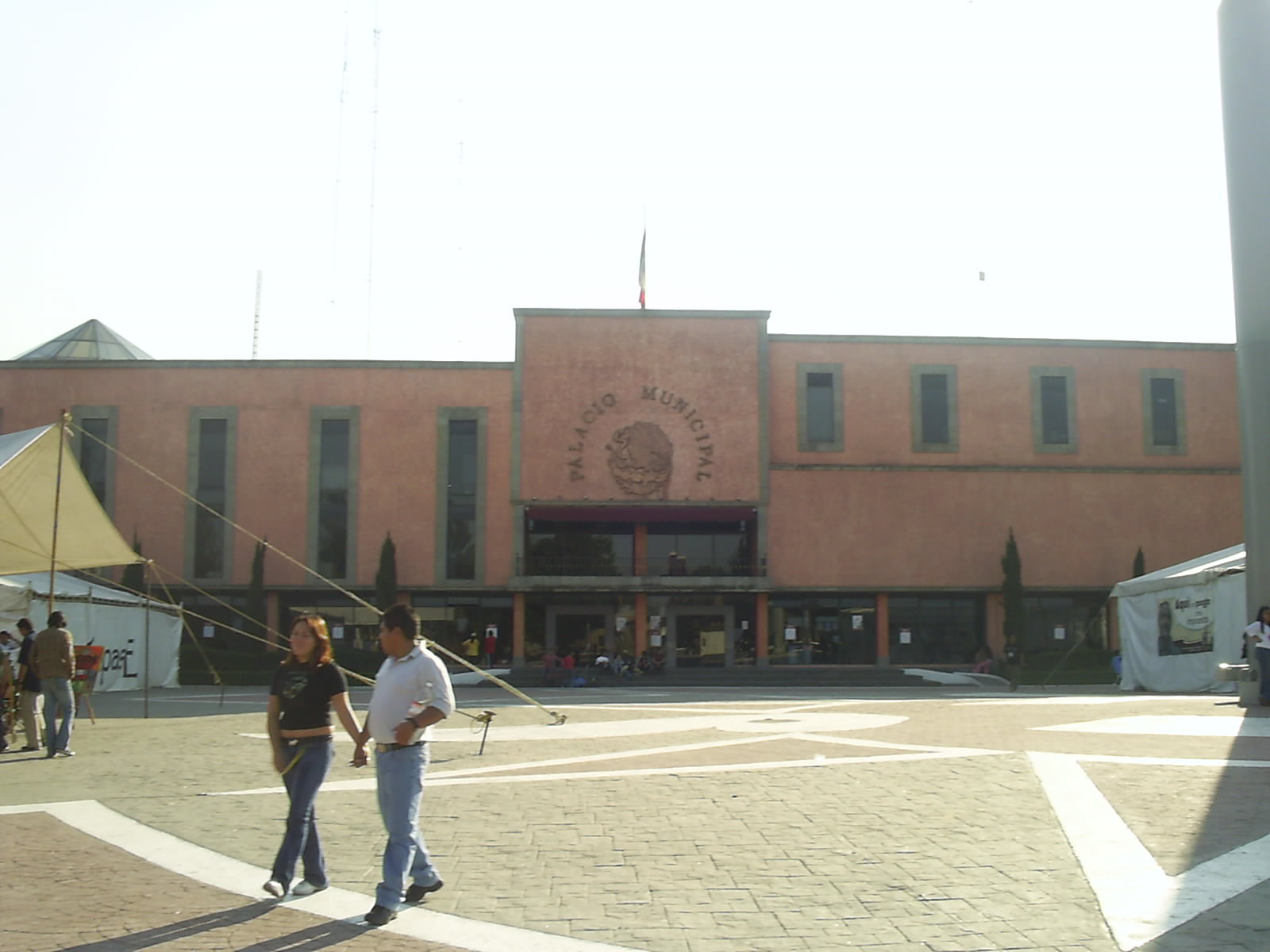
Palacio Municipal des Municipio Ecatepec de Morelos, des mit 1.656.107 Einwohnern (2010) bevölkerungsreichsten des Landes, im Bundesstaat México

Ein Municipio ist eine unabhängige Verwaltungseinheit, sofern nicht nationale oder bundesstaatliche Hoheitsgebiete berührt werden. Das Konzept ist unter dem Namen Municipio Libre in der mexikanischen Verfassung in Artikel 115 verankert. Jedem Municipio steht ein in freier und geheimer Wahl bestimmtes Ayuntamiento vor, dessen oberster Repräsentant der Presidente Municipal ist. Er wird direkt gewählt und kann in der darauffolgenden Legislaturperiode nicht wiedergewählt werden, wohl aber zu einem späteren Zeitpunkt.
Ein Municipio schließt mindestens eine, in der Regel jedoch mehrere Siedlungen (Localidades) ein. Sofern in einem Municipio mehrere Localidades liegen, wird in der Regel die größte zum Sitz (Cabecera) des Ayuntamiento, in den die übrigen ihre gewählten Repräsentanten entsenden.

## Daten
Derzeit (Stand: 1. Januar 2018) sind 31 Bundesstaaten in insgesamt 2.448 Municipios untergliedert. Das Municipio mit der größten Fläche ist Ensenada in Baja California mit 51.952,26 km², kleinstes ist Natividad in Oaxaca mit 2,22 km². Die höchste Einwohnerzahl hat Ecatepec de Morelos in México mit 1.656.107, die niedrigste Santa Magdalena Jicotlán in Oaxaca mit 93 (Stand jeweils: Zensus 2010). Die zwanzig Municipios mit der geringsten Einwohnerzahl befinden sich alle in Oaxaca, dem Bundesstaat mit den meisten Municipios (570). Baja California und Baja California Sur haben mit jeweils fünf die wenigsten Municipios.

## Aufgaben
Das Municipio ist hoheitlich zuständig für:
1. Wasser und Abwasser
2. Sammlung und Beseitigung von Abfällen
3. Märkte und Versorgungszentren
4. Straßenbeleuchtung
5. Öffentliche Sicherheit im Sinne von § 21
6. Verkehr
7. Friedhöfe
8. Straßen, Parks und Gärten

Des Weiteren können nationale oder bundesstaatliche Aufgaben seitens der zuständigen Regierung in Abstimmung übertragen werden. Hierzu zählen:
1. Ausbildung
2. Not- und Gesundheitsdienste
3. Schutz der Umwelt
4. Pflege von Denkmalen und historischen Stätten

## Mexiko-Stadt
Mexiko-Stadt bildet eine Ausnahme und gilt weder als Municipio, noch ist die Stadt in solche untergliedert; stattdessen gliedert sich Mexiko-Stadt in 16 Delegaciones.